# Aritana e a Pena da Harpia
Aritana e a Pena de Harpia é um jogo eletrônico de plataforma desenvolvido pela Duaik Entretenimento e lançado em 2014 para Microsoft Windows e em 2015 para Xbox One. Foi o jogo brasileiro com maior destaque em 2014, faturando diversos prêmios. Com a mecânica do jogo baseada na troca de posturas. São as posturas que definem as habilidades como pulo, velocidade ataques e habilidades especiais. Aritana foi o título brasileiro de maior destaque no país em 2014. Ganhou prêmios de melhor game desktop e em melhor som sendo o jogo mais premiado da SBGames 2014. Ganhou prêmio do Voto Popular no Big Festival e outras nomeações. Aritana e a Pena da Harpia foi o primeiro jogo brasileiro no Xbox One

## Jogabilidade
Aritana e a Pena de Harpia é um jogo eletrônico de plataforma em 3D. com jogabilidade 2D. Com a mecânica do jogo baseada na troca de posturas. Para derrotar um inimigo deverá usar o cajado do Pajé para derrota-los. Durante sua jornada você também poderá encontrar novas habilidades que são adquiridas graças ao cajado, como mudar seu comportamento para modo agilidade, modo batalha ou uma habilidade musical de descobrir caminhos escondidos pelo cenário.
Durante sua jornada você também poderá colher itens que podem ser oferecidos na final da fase como oferenda a espíritos, que permitiram que você entre em uma espécie de fase bônus, a procura de uma planta que aumenta o seu HP. Mapinguari persegui o protagonista constantemente e será
responsável por batalhas que exigirão concentração e o domínio de todas as habilidades aprendidas.

## Enredo
Aritana o protagonista decide sair em uma jornada após descobrir que Tabata, o cacique, ficou doente. Ele está sob os cuidados do pajé Raoni, o responsável por descobrir que as coisas não vão se resolver tão facilmente. Após um período de observação, o curandeiro descobre que um poderoso espírito da floresta se apossou do corpo do cacique, e a única chance de salvá-lo é realizando um ritual antigo para desfazer o feitiço. Porém, isso só vai acontecer quando alguém trouxer a pena de uma harpia que vive no topo da montanha. Contra a vontade do pajé, Aritana decide embarcar nessa jornada utilizando um poderoso cajado.